# NGC 78A
Az NGC 78A egy kölcsönható galaxiscsoport tagja a Pisces (Halak) csillagképben. A csoport másik tagja az NGC 78B.

## Felfedezése
Az NGC 78A galaxist Carl Frederick Pechüle fedezte fel 1879-ben.

## Tudományos adatok
A galaxis 5079 km/s sebességgel távolodik tőlünk.